# GBU-28

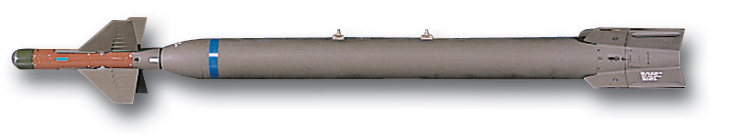
GBU-28

Guided Bomb Unit 28 (GBU-28)  é uma bomba anti-bunker guiada por laser de 2.268 kg, apelidada de "Deep Throat" (e oficialmente apelidada de "The Saddamizer" por um funcionário da equipe de design, uma alusão ao seu propósito inicial de bombardear um bunker que se acreditava estar ocupado por Saddam Hussein durante a Operação Tempestade no Deserto) produzido originalmente pela Watervliet Arsenal, Watervliet, Nova York. Ele foi projetado, fabricado e implantado em menos de três semanas devido a uma necessidade urgente durante a Operação Tempestade no Deserto para penetrar centros de comando iraquianos localizados no subsolo profundo. Apenas duas das armas foram lançadas na Tempestade no Deserto, ambos por caças F-111Fs.
O Enhanced GBU-28 aumenta a orientação a laser com sistemas de navegação inercial e GPS.